# Oude Alexanderkazerne

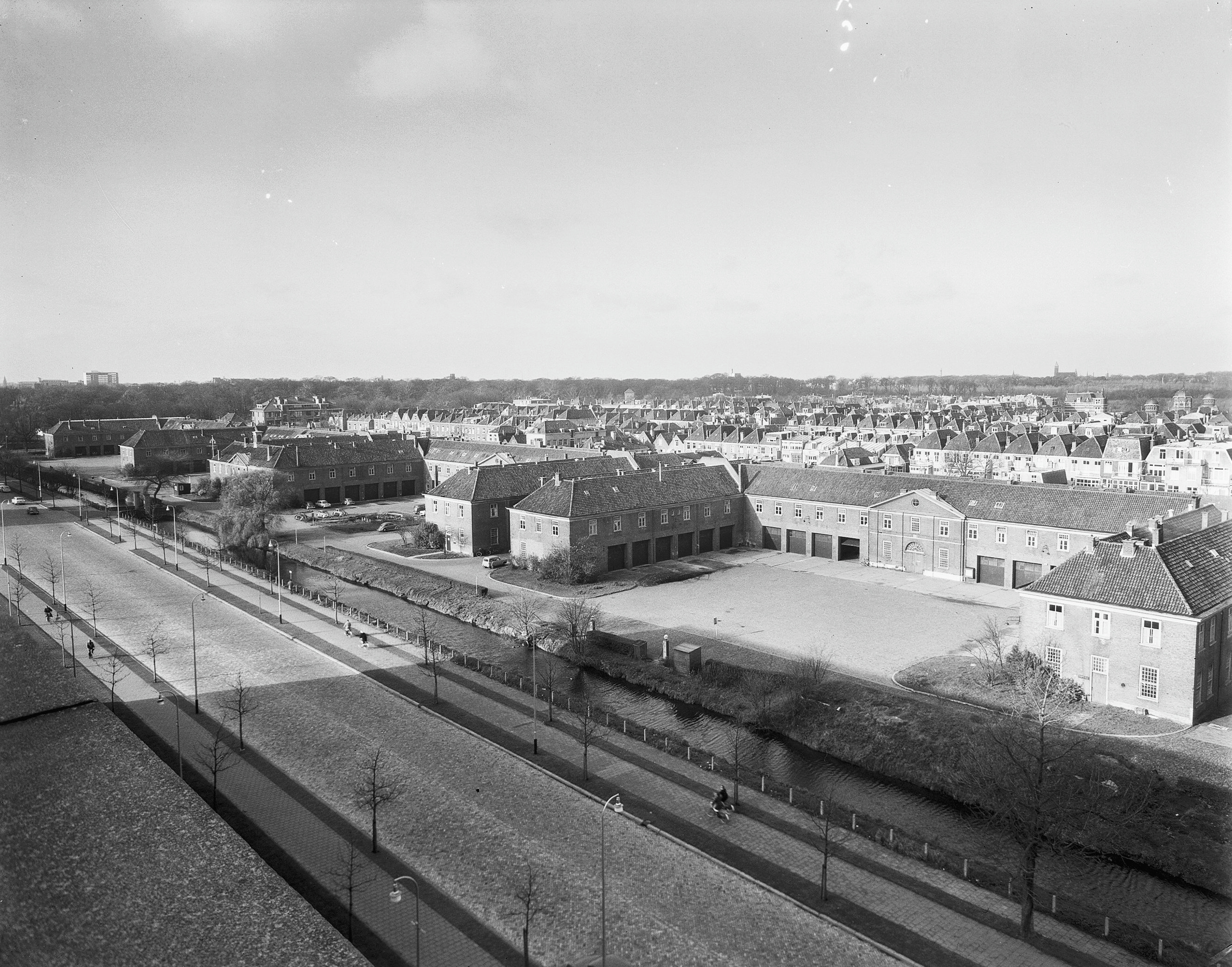
De eerste Alexanderkazerne gefotografeerd vanaf het Stadhuis, 1960

De oude Alexanderkazerne was van 1844 tot 1971 een kazerne in Den Haag. Hij was gelegen aan de Laan Copes van Cattenburgh, en werd gebouwd tussen 1841-1848 voor de cavalerie. Er was ook een kleine transportafdeling van de Marine. Om de kazerne liep een gracht die grotendeels nog bestaat. Deze werd gevoed met water uit de Haagse Beek. De Alexanderkazerne werd vernoemd naar de tweede zoon van Koning Willem II, die diende als inspecteur-generaal van de cavalerie. Deze prins Alexander legde op 2 augustus 1841, zijn 23ste verjaardag, de eerste steen. De daarbij gebruikte troffel is bewaard gebleven in de Koninklijke Verzamelingen.

## Alexanderveld
Aan de overkant van de Laan Copes van Cattenburch lag het bij de kazerne behorende exercitieterrein, het Alexanderveld. Op het Alexanderveld oefenden de cavaleristen in de 19e eeuw, maar het veld werd ook gebruikt voor de kermissen en circussen. Op schilderijen werd het vaak afgebeeld als een grasveld. 
In 1953 werd op het Alexanderveld een nieuw stadhuis gebouwd, dit werd in 1996 weer afgebroken en vervangen door een park. De naam Alexanderveld komt nog voor als straatnaam van een zijstraat van de Burgemeester Patijnlaan, die langs de zijkant van het hoofdbureau van Politie naar de Javastraat loopt.

## Commieshuizen
De lagere officieren woonden in de Alexanderhof. Een deel van de onderofficieren woonde in de commieshuizen aan de huidige Atjehstraat 33-123. Die huizenrij is in drie gedeeltes gebouwd: vanaf de kazerne werden het eerste en laatste deel in 1893 voltooid; het middelste deel dateert uit 1896.

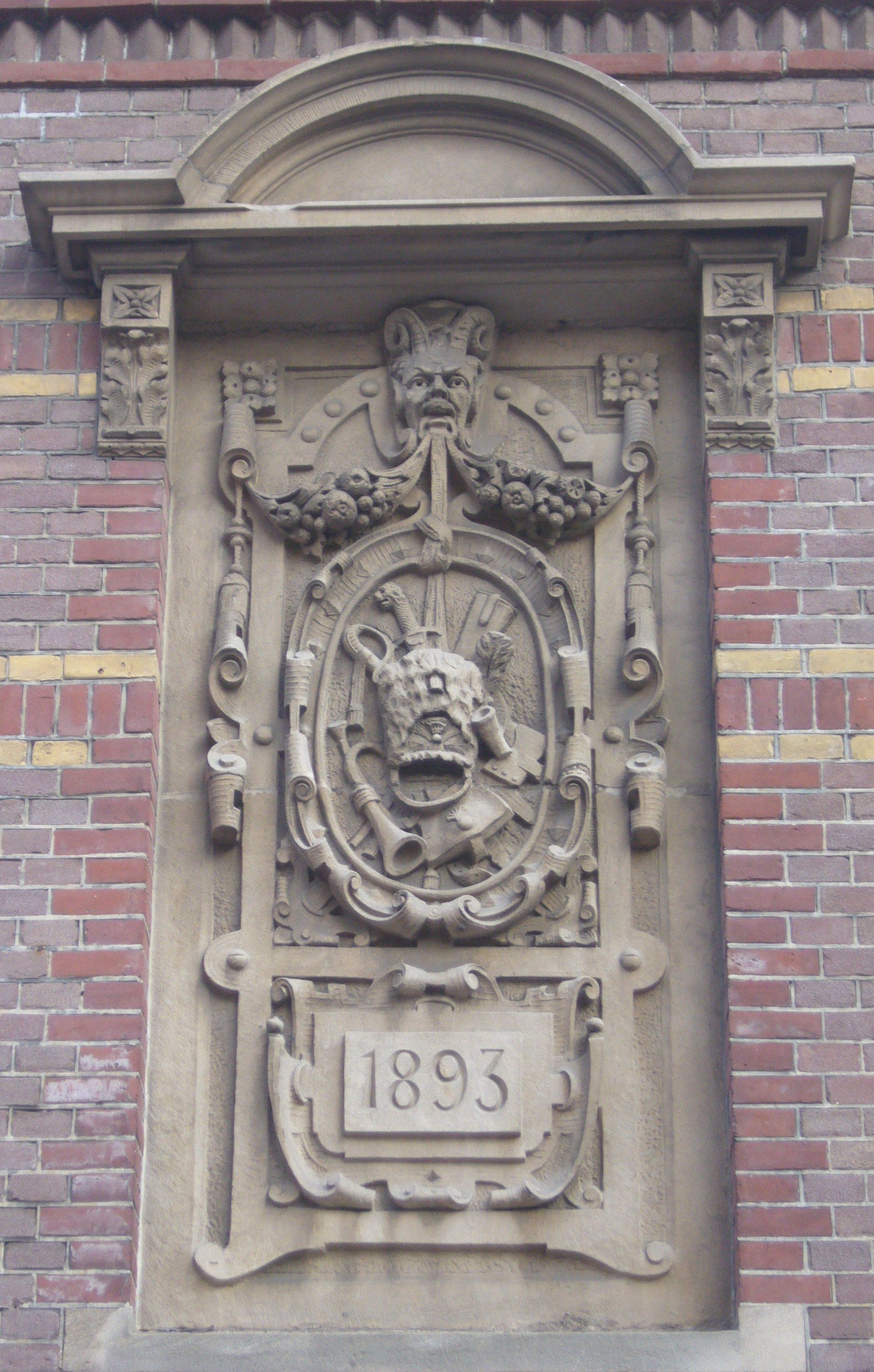
detail linkergevel
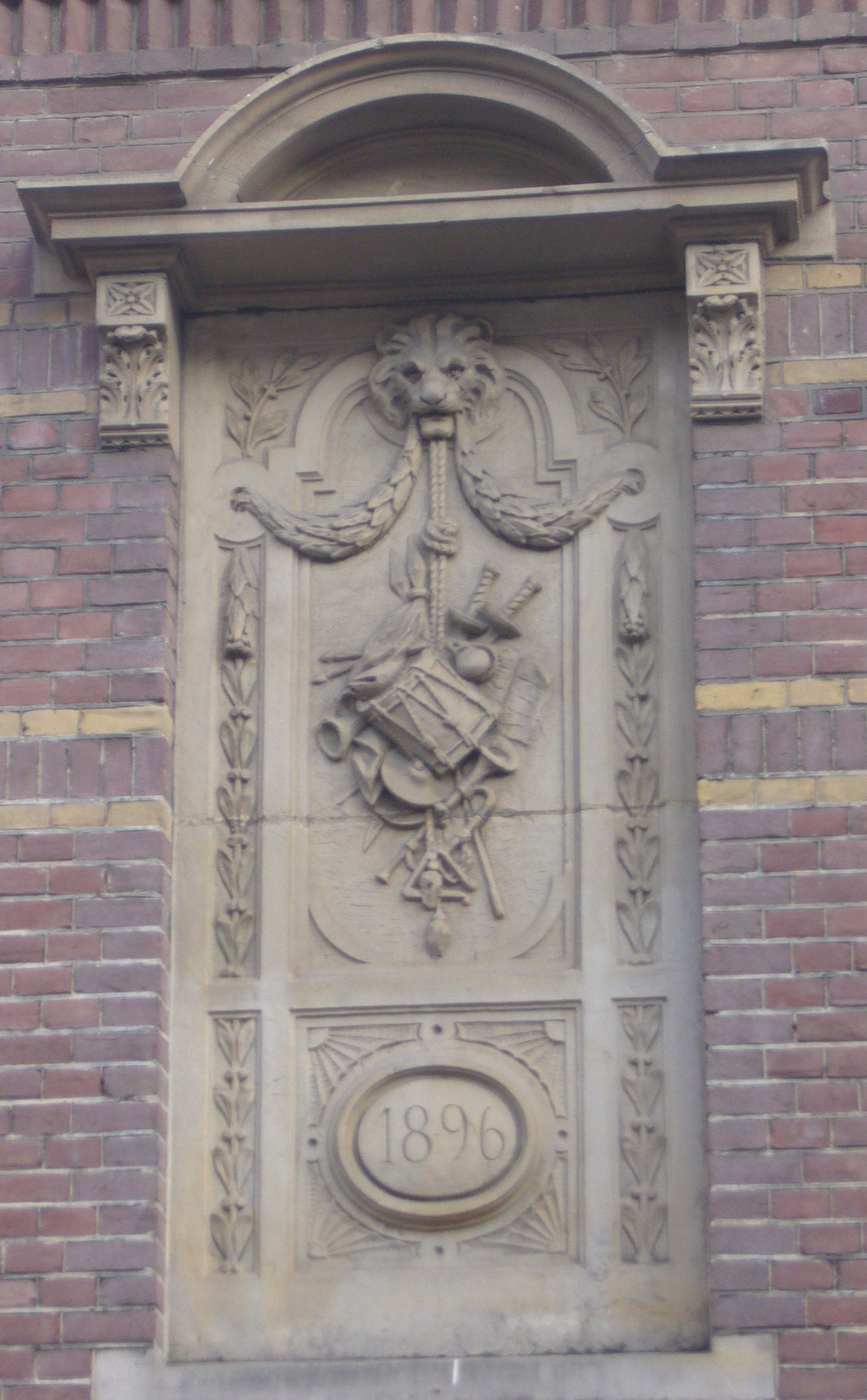
detail middelste gevel
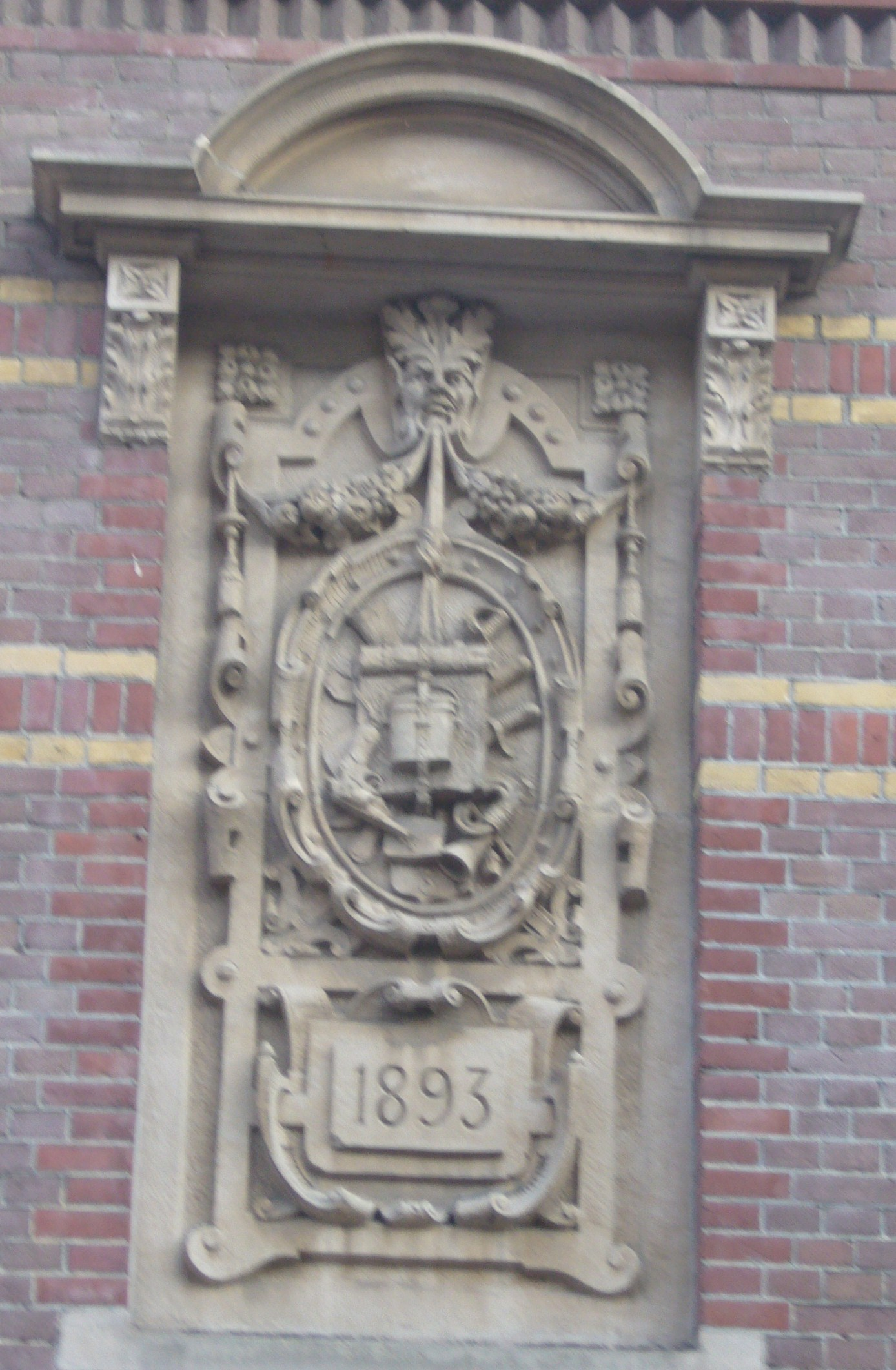
detail rechtergevel

## Couperusduin

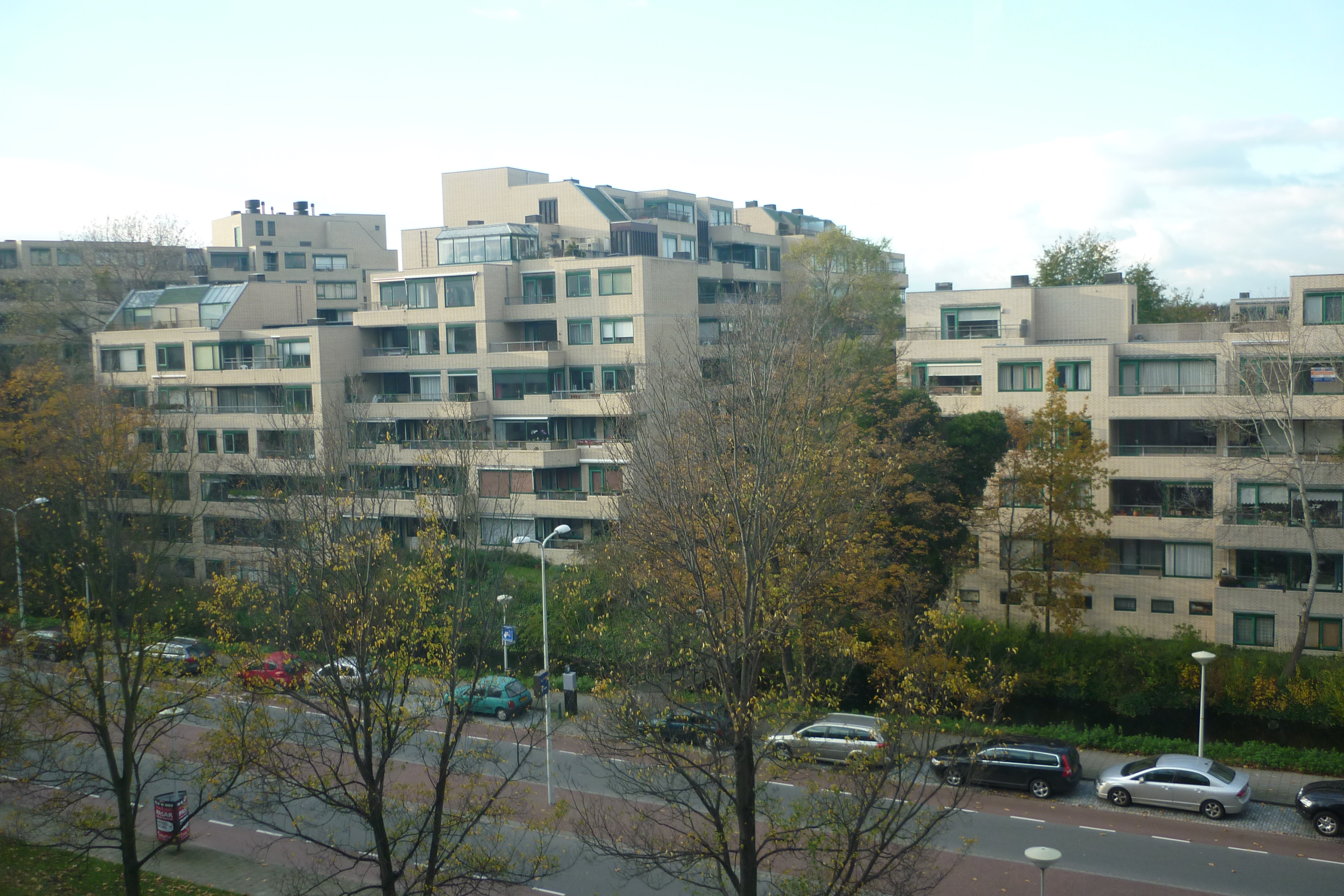
Couperusduin

Op de plaats van de oude Alexanderkazerne staat sinds 1975 het appartementencomplex Couperusduin, ontworpen door Sjoerd Schamhart en Hans van Beek (Atelier PRO). Het complex dankt zijn naam aan de schrijver Louis Couperus, die op verschillende adressen in de Archipelbuurt gewoond en gewerkt heeft.